# Spital am Pyhrn
Spital am Pyhrn – miejscowość i gmina w Austrii, w kraju związkowym Górna Austria, w powiecie Kirchdorf an der Krems. Liczy 2224 mieszkańców.